# Mount Marks
Mount Marks ist ein wuchtiger, vereister und rund 2600 m hoher Berg im ostantarktischen Viktorialand. In der Worcester Range ragt er 8 km nordnordwestlich des Mount Speyer auf.
Das Advisory Committee on Antarctic Names benannte ihn 2001 nach dem australischen Astrophysiker Rodney Marks (1968–2000), der am 12. Mai 2000 auf der Amundsen-Scott-Südpolstation an den Folgen einer Methanolvergiftung gestorben war. 